# Symforian
Symforian – imię męskie pochodzenia greckiego, oznaczające „stosowny, odpowiedni”. Wśród patronów tego imienia – św. Symforian z dzisiejszego Autun we Francji.
Żeńskim odpowiednikiem jest Symforiana.
Symforian imieniny obchodzi 22 sierpnia i 8 listopada.
Znane osoby noszące imię Symforian:
- Władysław Symforian Ordęga (1828-1896), h. Łodzia,  dyplomata
- Symforian Ducki (1888-1942), błogosławiony

Zobacz też:
- Saint-Symphorien (Cher)
- Saint-Symphorien-sur-Coise